# 王宣 (藝人)
王宣（1993年3月9日—），台灣女藝人。出生於臺灣臺南市。於2018參與《角頭2：王者再起》，飾演「宣宣」一角，以甜美、溫柔的形象獲得大眾注目，2020年於實境節目《全明星運動會》第一季有著亮眼表現，積極努力的態度，使她受到觀眾喜愛，同時打開知名度。

## 影視作品

### 電影
| 首 播  | 劇 名           | 角 色    |
| 2016年 | 大顯神威        | 顧瑪秋   |
| 2018年 | 角頭2：王者再起 | 宣宣     |
| 2020年 | 看不見的枕邊人  |          |
| 2020年 | 海霧            | 阿傑太太 |
| 2021年 | 角頭—浪流連     | 宣宣     |
| 2024年 | 角頭—大橋頭     | 宣宣     |
| 2026年 | 我的網紅女兒    |          |

### 網劇
| 首 播  | 劇 名          | 角 色  |
| 2018年 | 非私不可咖啡館 | 烏蘇拉 |

### 劇集
| 首 播  | 劇 名           | 角 色      |
| 2020年 | 覆活            | 王淑婷     |
| 2023年 | 開創者          | 江瑞雪     |
| 2024年 | 獨活女子的守則4 | 咖啡店店員 |
| 2024年 | 妳是我的姐妹    | Vivi       |
| 2025年 | 喝酒吧！笨蛋    | 花花       |
| 2025年 | 惡靈世界        | 羅剎女     |
| 2025年 | 角頭影集        | 宣宣       |

### 綜藝節目
| 首 播  | 節目名稱           |
| 2020年 | 全明星運動會第一季 |

### 音樂錄影帶
| 年份   | 歌名       | 歌手         | 備註 |
| 2019年 | 都是我     | 潘俊佳(嘎嘎) |      |
| 2021年 | 越愛越殘忍 | 草屯囝仔     |      |

## 廣告
- 2015年《三星手機 - 蔡依林點菜篇》
- 2019年《頂好-過年採買篇》
- 2019年《台灣啤酒-爽啤（女神篇）》
- 2019年《sony xperia 1 手機》

## 雜誌
- FHM男人幫 2015 6月號
- FHM男人幫 2018 12月號

## 外部連結
- 王宣的Facebook專頁
- 王宣的Instagram帳戶
- 王宣的新浪微博